# Лепрекон 5: Сосед
«Лепрекон 5: Сосед» (англ. Leprechaun in the Hood) — американский комедийный фильм ужасов 2000 года режиссёра Роба Спера, продолжение фильма «Лепрекон 4: В космосе» и 5 фильм из серии о злобном Лепреконе. Премьера фильма состоялась 28 марта 2000 года.

## Сюжет
Воспользовавшись некой картой, которую приобрёл Мак Дэдди, двое чернокожих находят заброшенное помещение на одной из веток метрополитена. Не найдя того, что искали, Мак Дэдди кидает своего друга на стену, которая оказалась ненастоящей. В открывшемся проёме друзья обнаружили то, что искали — статую Лепрекона с медальоном на груди и разбросанными вокруг сокровищами. Мак Дэдди берёт только флейту, а его друг, позарившись на сокровища, снимает медальон с груди Лепрекона, в результате чего последний оживает и протыкает ему горло его же расчёской. Лепрекон пытается также убить Дэдди, но случайным образом на его шею падает медальон, в результате чего Лепрекон превращается обратно в статую.
Далее действие фильма переносится на некоторое время вперёд. Трое молодых друзей — Постмастер П, Шальная пуля и Бутч — намереваются пробиться на рэп-небосклон. В один прекрасный момент группа этих ребят сталкивается со ставшим уже королём рэпа Маком Дэдди. А добился он этого положения благодаря много лет назад украденной магической флейте. Самого же Лепрекона Дэдди держит под стеклянным колпаком и никому не показывает. Однако во время разговора с Дэдди друзья увидели эту статую и золотой медальон, висящий на её шее. В результате не заладившегося разговора компания решает ограбить Дэдди и забрать золотой медальон.
В итоге друзья проникают в кабинет Дэдди, крадут деньги и снимают медальон с шеи Лепрекона. Последний оживает, а в кабинет приходит сам Мак Дэдди. Расправившись с Дэдди (пуля попала в медальон, а сами воры думали, что убили его), друзья принимаются за ожившего Лепрекона. Не справившись с последним, компания сбегает с места происшествия. Впоследствии воры используют магическую флейту для достижения успеха на ниве рэп-творчества.

## В ролях
| Актёр             | Роль                                   |
| ----------------- | -------------------------------------- |
| Ice T             | Мак Дэдди О'Нассаз                     |
| Уорик Дэвис       | Лепрекон                               |
| Энтони Монтгомери | Постмастер П                           |
| Рашаан Нэлл       | «Шальная пуля»                         |
| Рэд Грант         | Бутч                                   |
| Дэн Мартин        | Джеки Ди                               |
| Лобо Себастьян    | Фонтан Ривера                          |
| Джек Онг          | Чу Йонг Пи                             |
| Блю Давинчи       | Слаг                                   |
| Биби Дрэйк        | Миссис Смит (прабабушка Постмастера П) |
| Донна М. Перкинс  | Джеки Си                               |
| Кулио             | камео                                  |

## Отзывы
Картина получила неплохие отзывы. Её рейтинг составляет 40 % на сайте Rotten Tomatoes.